# Pieter van der Stock
Pieter Willemsz van der Stock (* 1593 in Amsterdam; † um 1660 ebenda) war ein niederländischer Maler.
Bis vor kurzem galt der 1917 durch Abraham Bredius publizierte Pieter van der Stock als ein Künstler ohne Werke, der aber als Nachfolger des Dirck van Delen geführt wurde. Laut den von Bredius aufgeführten Quellen war er auch in anderen Berufen tätig, so ist unter anderem belegt, dass er 1617 der Gilde der Amsterdamer Steinmetze beitrat, der er auch noch 1638 angehörte. Des Weiteren führt Bredius Belege an, die van der Stock als Maler von Landschafts- und Perspektivbildern ausweist. 1651 geriet er offensichtlich in akute Zahlungsschwierigkeiten, weshalb ein noch erhaltenes Inventar seines Besitzes aufgestellt wurde. Darin enthalten waren mehrere Gemälde mit Kircheninterieurs.
Erst vor wenigen Jahren gelang es dem holländischen Kunsthistoriker Willem van de Watering ein mit den Initialen PW signiertes „Interieur mit Dame“ als Werk des Pieter van der Stock zu identifizieren. Dies ist von außergewöhnlich hoher Qualität und zeigt, dass es sich bei ihm um einen außergewöhnlich begabten Maler handelt, der neben Dirck van Delen auch an Bartholomeus van Bassen erinnert. 
Aufgrund der Entdeckung des Willem van de Watering konnten van der Stock innerhalb kürzester Zeit noch drei weitere Bilder zugewiesen werden. In diese Reihe stellt sich vielleicht auch noch ein weiteres Bild, das 1993 in Monaco als gemeinschaftliches Werk von Dirck van Delen und Hendrick van Steenwyck d. J. versteigert wurde. Da eine solche Zusammenarbeit von zwei auf Architektur und Interieur spezialisierten Meistern recht ungewöhnlich wäre und ein Bild mit ähnlicher Beschreibung im Inventar von van der Stock erwähnt wird, wird ihm von einigen Forschern auch dieses Bild zugeschrieben.

## Bisher bekannte Werke
- Tübingen, Sammlung Christoph Müller
  - Herrschaftliches Interieur mit Tricktrack-Spielern.

- Unbekannter Besitz
  - Vornehmes Interieur mit einer Dame. (1996 Galerie Salomon Lilian, Amsterdam)
  - Karnevalsgestalten erheitern in einem nächtlichen, von Kerzen beleuchten Interieur eine vornehme Gesellschaft. (am 13. März 1987 bei Christie’s in London als Dirck van Delen versteigert)
  - Palastinterieur. (am 10. Dezember 1993 bei Christie’s in London versteigert)
  - Interieur mit zwei Herren. (zugeschrieben – am 23. Juni 1993 bei Sotheby’s in Monaco versteigert)